# Ruiner (jeu vidéo)
Pour les articles homonymes, voir Ruiner.
Ruiner est un jeu vidéo d'action développé par Reikon Games et édité par Devolver Digital, sorti en 2017 sur Windows, Mac, Linux, PlayStation 4 et Xbox One.

## Système de jeu
Ruiner est un jeu de tir joué à partir d'une perspective overhead. Le jeu se déroule en 2091 dans une métropole cyberpunk connue sous le nom de Rengkok. Le joueur prend le contrôle d'un protagoniste masqué et silencieux qui tente de sauver son frère kidnappé d'un conglomérat défaillant, connu sous le nom de Heaven, qui contrôle Rengkok.

## Accueil
- Famitsu : 32/40[1]
- Jeuxvideo.com : 17/20[2]